# Saint-Julien-lès-Metz
Saint-Julien-lès-Metz – miejscowość i gmina we Francji, w regionie Grand Est, w departamencie Mozela.
Według danych na rok 1990 gminę zamieszkiwało 2 971 osób, a gęstość zaludnienia wynosiła 653 osoby/km² (wśród 2335 gmin Lotaryngii Saint-Julien-lès-Metz plasuje się na 147. miejscu pod względem liczby ludności, natomiast pod względem powierzchni na miejscu 1050.).